# Eric A. Hegg

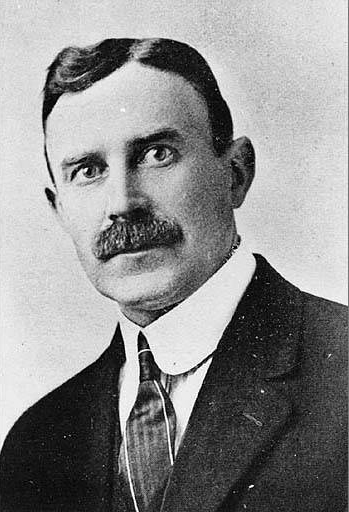
Eric A. Hegg

Eric A. Hegg (auch Eric A. Hägg, eigentlich Erik Jonsson; geb. 17. September 1867 in Bollnäs, Schweden; gest. 13. Dezember 1947) war ein schwedisch-US-amerikanischer Fotograf, der mit seinen Fotos des Klondike-Goldrausches berühmt wurde. Hegg nahm selbst mit seinem Bruder und anderen Schweden an Suchexpeditionen teil, während er den Alltag und Härten der Goldgräber dokumentierte.
Das bekannteste Foto Eric Heggs zeigt den Chilkoot Pass, der von Bergleuten und Goldsuchern über Eisstufen in Richtung der kanadisch-US-amerikanischen Grenze erklommen wird. Eric A. Hegg ist Gegenstand von Büchern und Filmen als Verkörperung des Amerikanischen Traums, da er seine bescheidenen Verhältnisse in Schweden hinter sich lassen konnte und ein Self-Made-Mann und erfolgreicher Fotograf wurde.

## Jugend und Ausbildung
Eric Hegg wurde als zweitältester Sohn der Büdner Jon Persson und Brita Ersdotter geboren. Er hatte noch zwei jüngere Brüder und zwei jüngere Schwestern. Weil die Familie wiederholt auf immer kleinere Grundstücke immer tiefer im Wald vertrieben wurde, wanderte die gesamte Familie im April 1881 in die Vereinigten Staaten aus. Beim Eintreffen in New York City gab die Familie ihre schwedischen Nachnamen auf und nahm den Namen Hegg an. Hegg ist von Heggesta, abgeleitet, der schwedischen Landschaft, aus der sie stammten. Die Familie ließ sich in den schwedischen Siedlungen an der Südküste des Lake Superior in Wisconsin nieder. Der vierzehnjährige Eric Hegg erlernte in Cloquet, Minnesota den Beruf eines Fotografen und eröffnete später ein eigenes Fotostudio in Washburn, Wisconsin.
1888 ließ sich Eric Hegg in der schwedischen Gemeinde außerhalb von Bellingham, Washington nieder und eröffnete zusammen mit seinem Bruder Peter ein neues Studio. Nachdem er einige Jahre lang Waldarbeiter und Bauern der Region fotografiert hatte, wurde die Stadt vom Goldrausch erfasst. Ein anderer Schwedenamerikaner war reich vom Klondike-Goldrausch zurückgekehrt. Das führte zu einer Migrationswelle junger Männer nach Alaska und Nordwestkanada. Die Hegg-Brüder folgten deren Spur, um neue Gebiete für ihr Fotografiegeschäft zu erschließen.

## Klondike-Goldrausch
Im Oktober 1897 traf Hegg nach einem kurzen Halt in Dyea in Skagway ein. Er eröffnete sofort ein Studio in der Stadt. Ein Jahr später schlossen sich ihm sein Bruder und Peter Andersson, ein Freund der beiden Brüder, an. Im darauffolgenden Frühjahr stieß Per Edvard Larss, ein weiterer Schwedenamerikaner dazu.

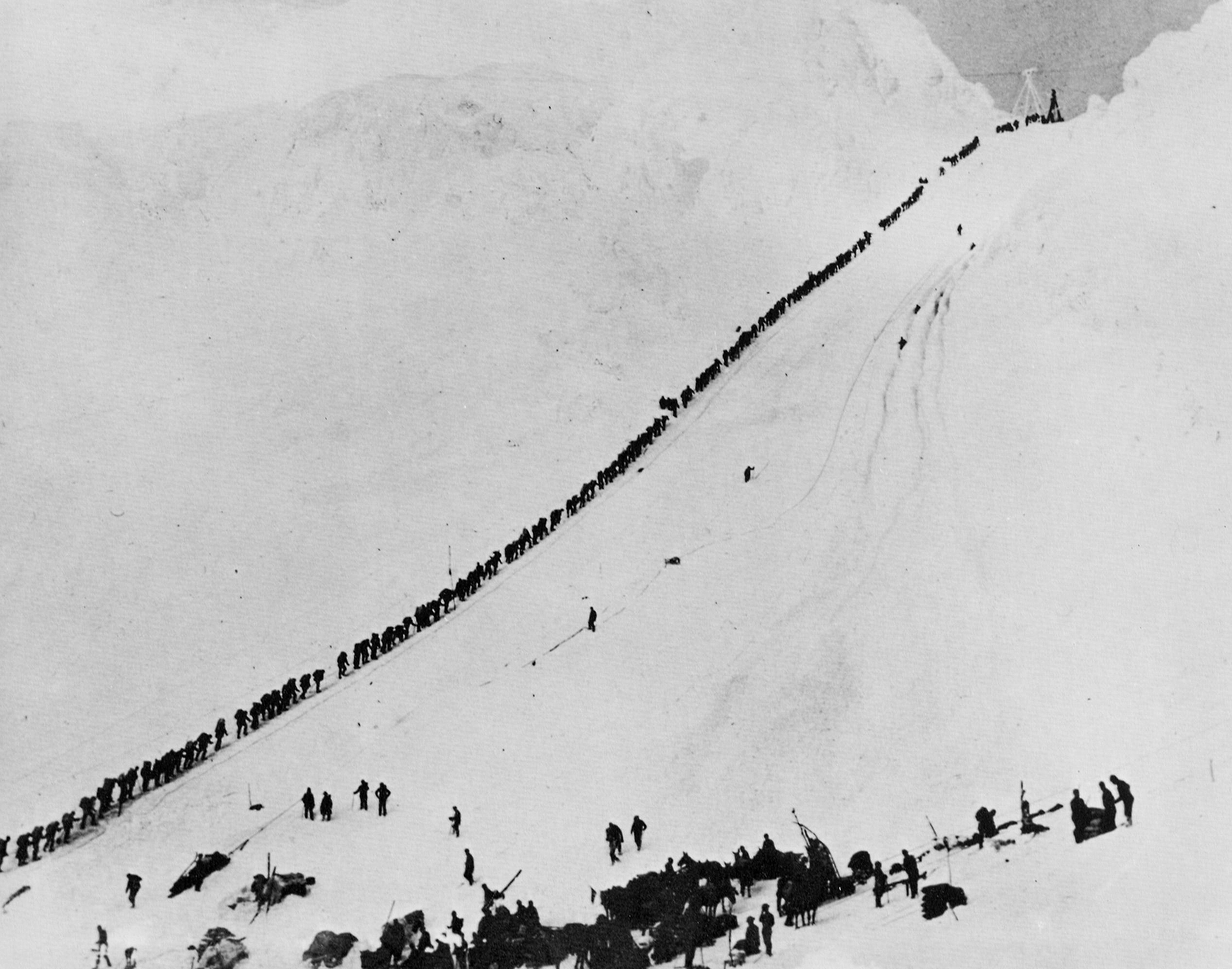
Chilkoot Trail von Eric A. Hegg, 1898. Bergleute und Goldsucher erklimmen auf The Scales den Berg auf Stufen, die in Eis geschlagen worden waren.

Die Neuankömmlinge führten einige Expeditionen entlang des Chilkoot Trail und weiter nach Norden und Westen nach Dawson und Yukon über Bennett durch und machten dabei viele Fotos. Hegg baute eine Dunkelkammer auf seinem Boot, mit dem er den Klondike entlang fuhr. Die Gebrüder Hegg eröffneten mit ihren Geschäftspartnern Studios in Dawson und verkauften Porträts an die Grenzbewohner, beanspruchten aber auch Land und betrieben Bergbau.
Nach einem Jahr in Yukon kehrte Hegg 1899 nach Skagway zurück und überließ sein Studio in Dawson seinem Geschäftspartner Larss und einem anderen berühmten Klondike-Fotografen, DuClos. Hegg reiste im selben Jahr nach New York, um seine Bilder in einer Galerie zu zeigen, während sein Bruder nach Bellingham zurückkehrte, um ihr altes Studio zu leiten. Als er nach Alaska zurückkam, reiste Eric Hegg nach Nome, um andere Schweden zu besuchen, die in dem Gebiet arbeiteten und machte Bilder des Gemeinschaftslebens und der Stadt. Unter seinen Kunden waren die „Drei Glücksschweden“, die in Nome als erste durch Bergbau reich geworden waren. Hegg nahm ihre Porträts auf und eröffnete sein bis dato größtes Studio.
Sein nomadischer Lebensstil zeitigte Folgen und die Beziehung zu seiner Ehefrau Ella war belastet. 1902 wurde die Ehe mit einer bitteren Scheidung beendet und das Studio in Skagway ging an seine Frau, die es mit allen Fotonegativen verkaufte. Da von den Käufern die Stempel entfernt wurden, sind viele der späteren Alaskafotos schwer Hegg zuzuordnen. Bevor er Alaska verließ, um eine kurze Zeit in Hawaii zu leben, wohnte Hegg in Cordova und Nome, wo er bis 1918 für Guggenheims Copper River and Northwestern Railroad arbeitete.

## Späteres Leben
Hegg kehrte nach Bellingham in Washington zurück, um mit seinem Sohn zusammenzuleben und tat sich wieder mit seinem Bruder zusammen, um in ihrem alten Studio zu arbeiten. Aber ihre Partnerschaft hielt nicht lange. Während sich sein Bruder der Landwirtschaft zuwandte, hielt Eric Hegg das Geschäft bis 1946 am Laufen.

## Nachlass
Seine Arbeiten wurden von der Tochter des Freundes aus Skagway, Peter Andersson, gesammelt und später dem Archiv der University of Washington übergeben.
Die Dokumentation des National Film Board of Canada von 1957 City of Gold verwendete viele Fotos des Goldrauschs von Hegg aus dem Archiv der University of Washington.

## Fotogalerie

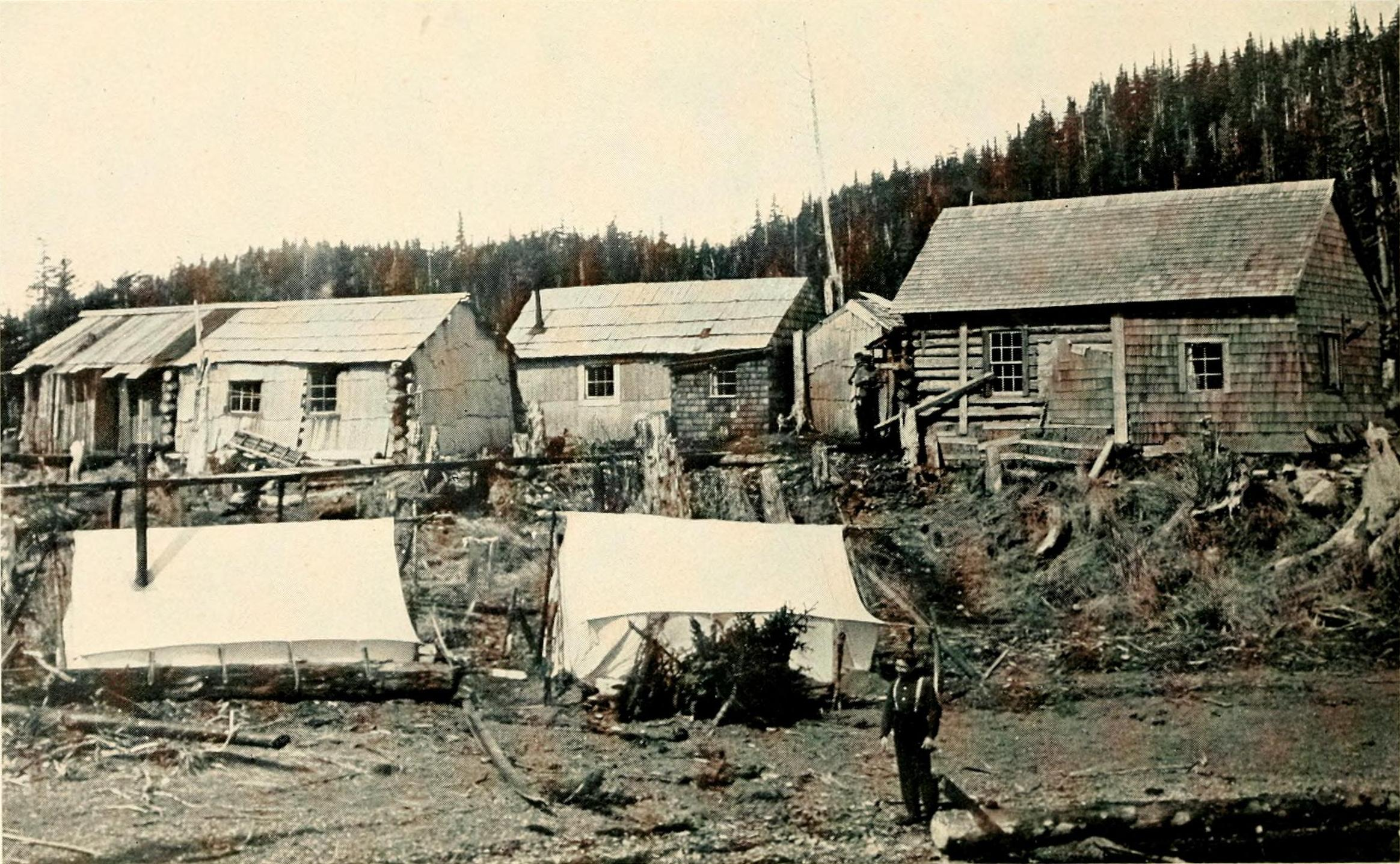
Indianerhäuser, Cordova
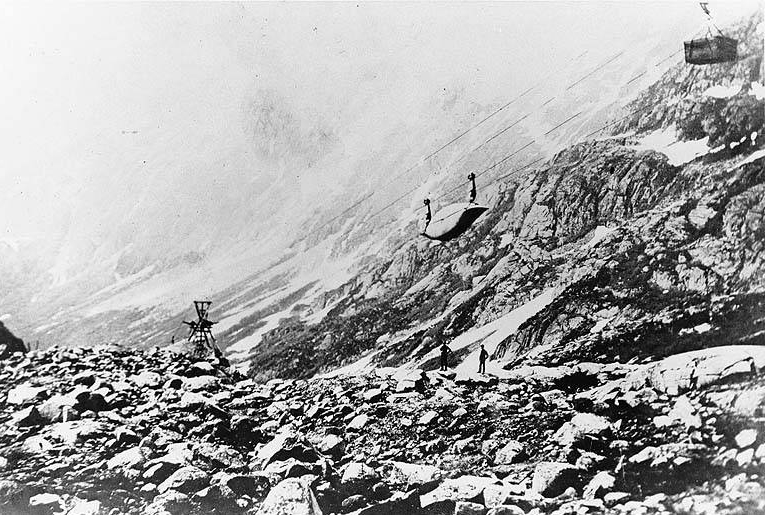
Chilkoot Pass-Seilbahn
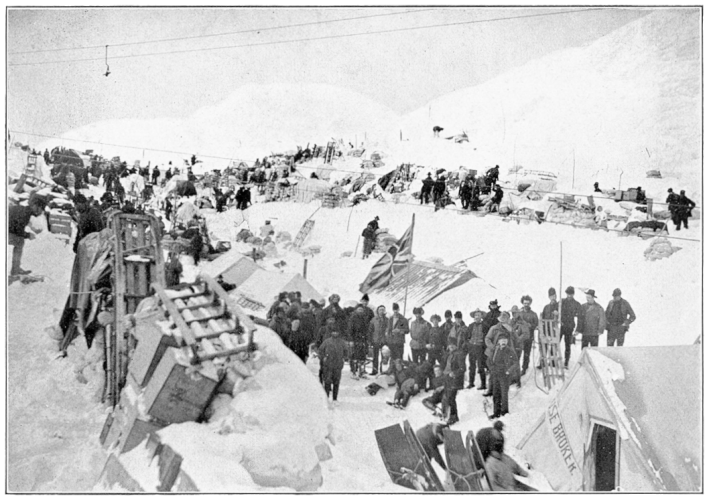
Gipfel des Chilkoot Pass
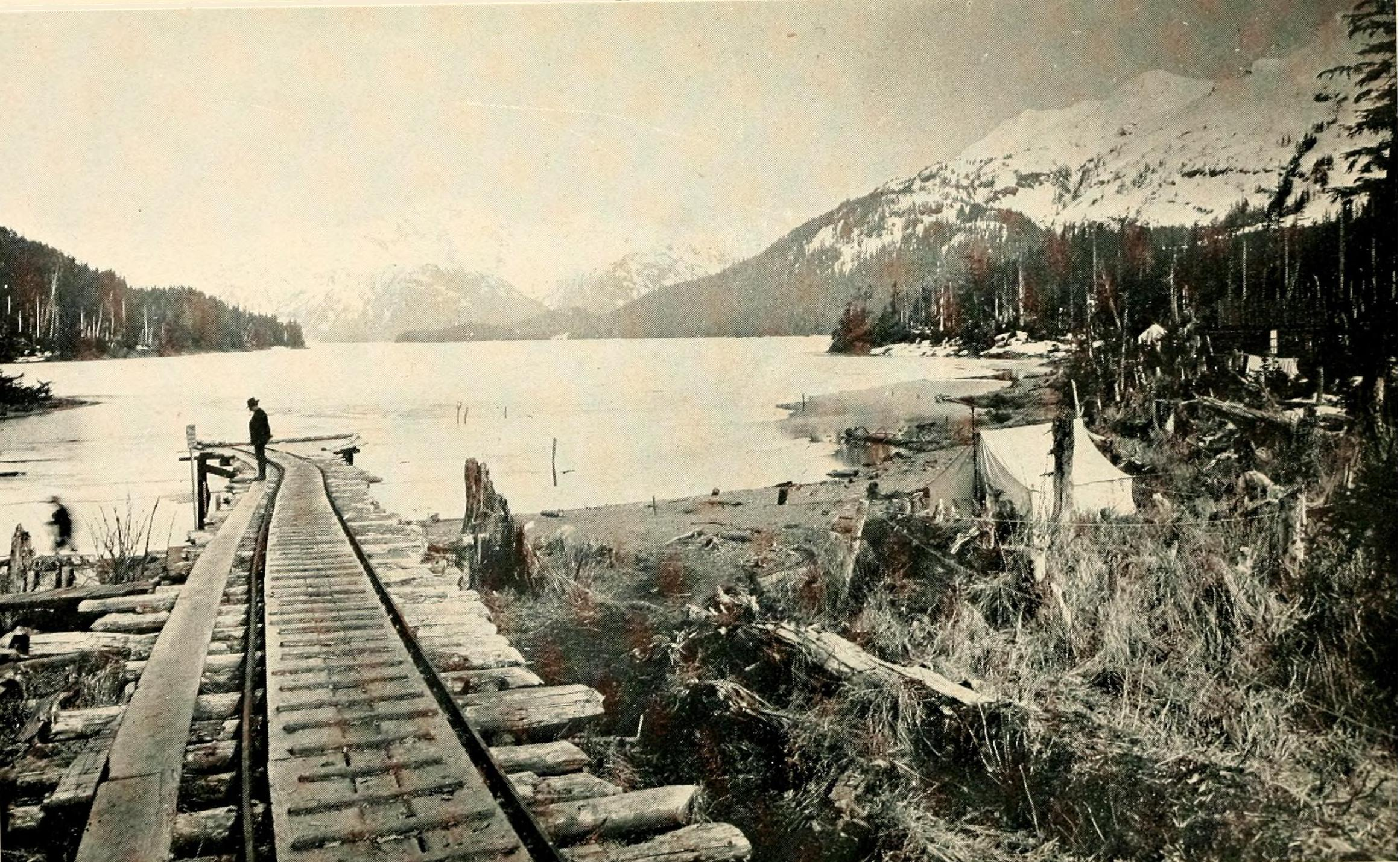
Eisenbahnbau am Eyak-See, Alaska
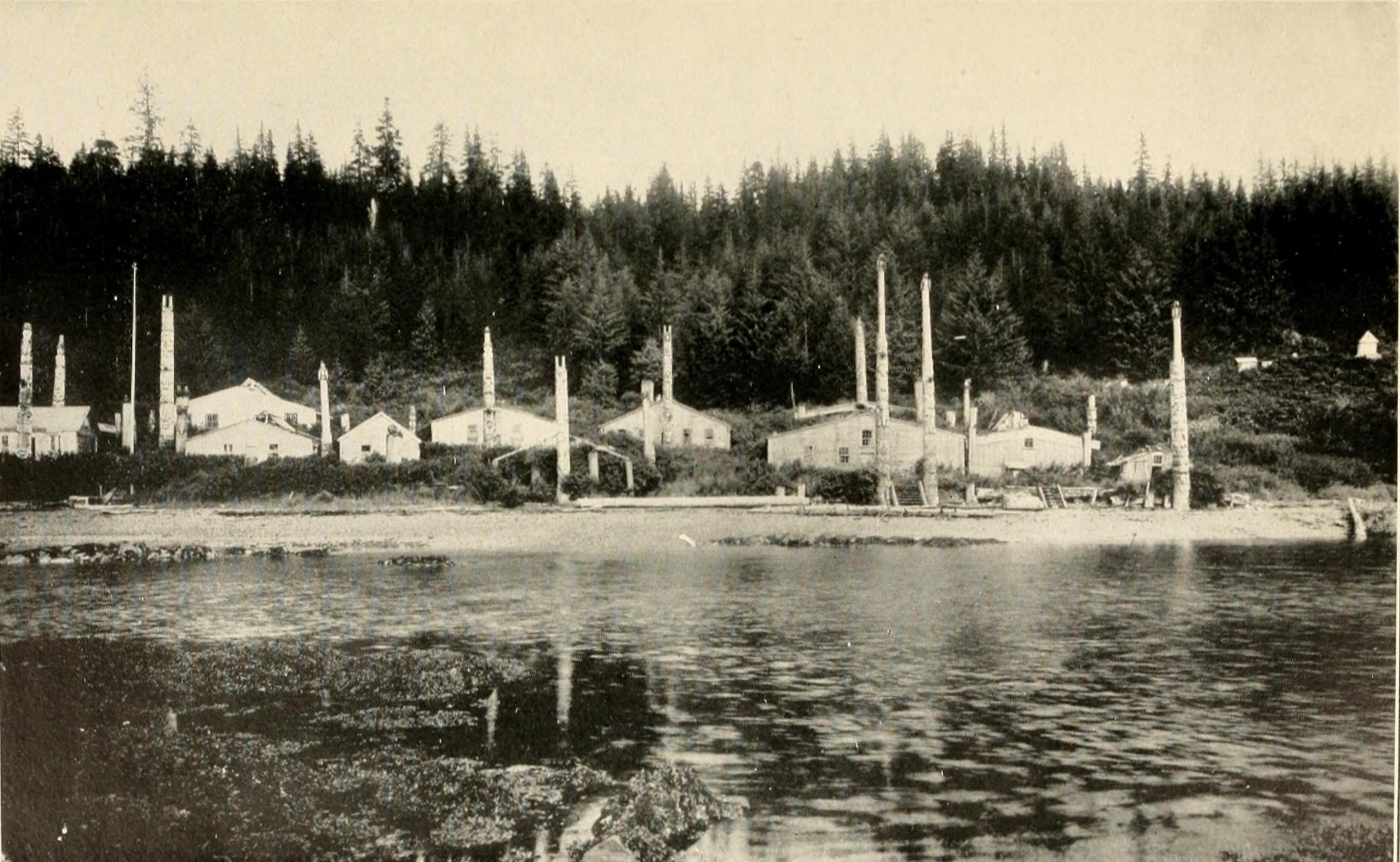
Haida-Dorf in Alaska
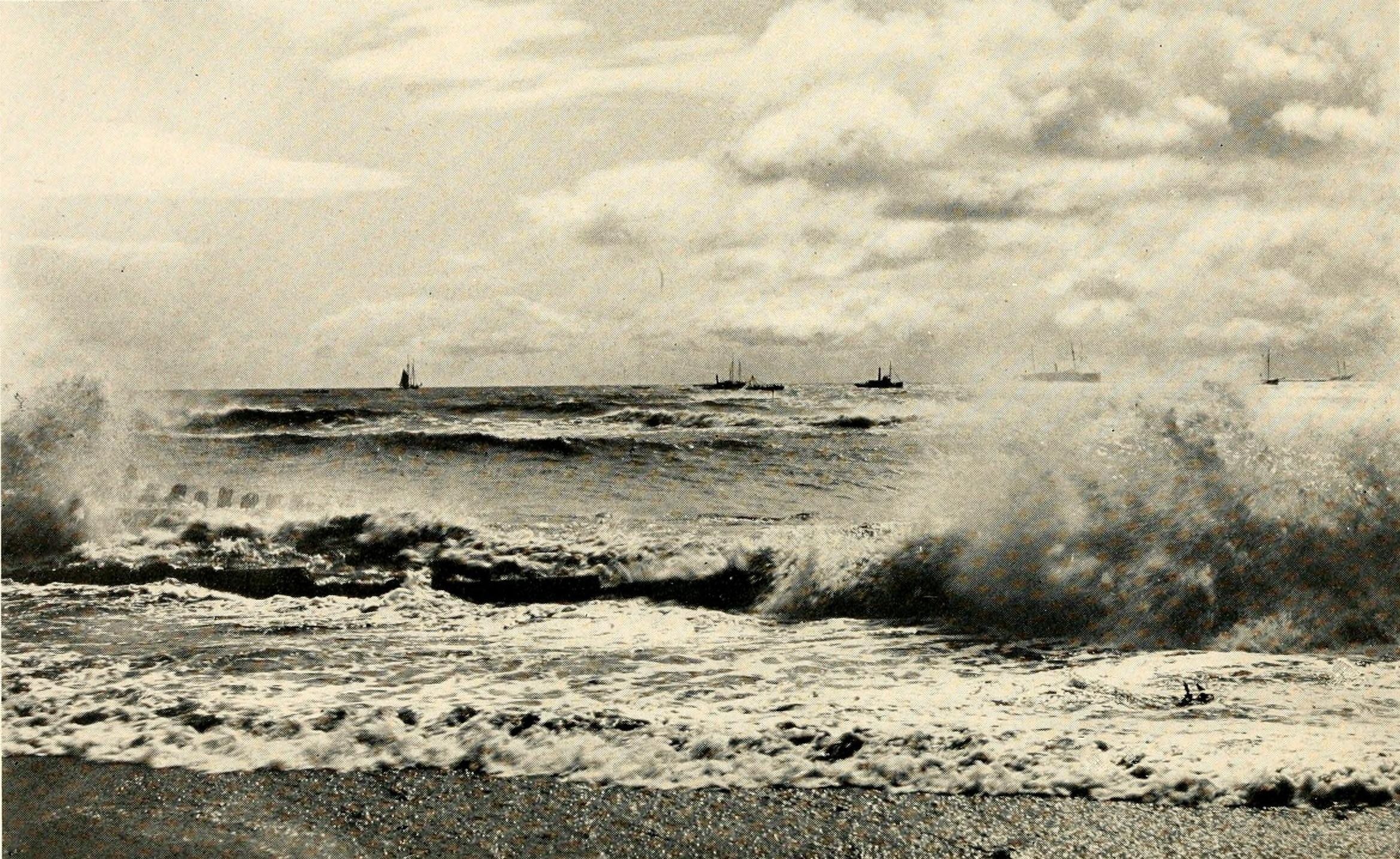
Strand in Nome, Alaska
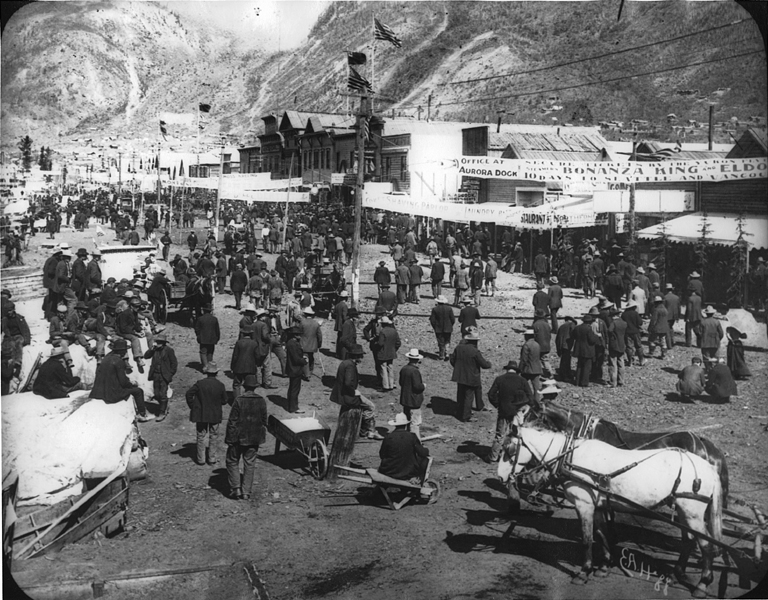
Dawson City, Yukon
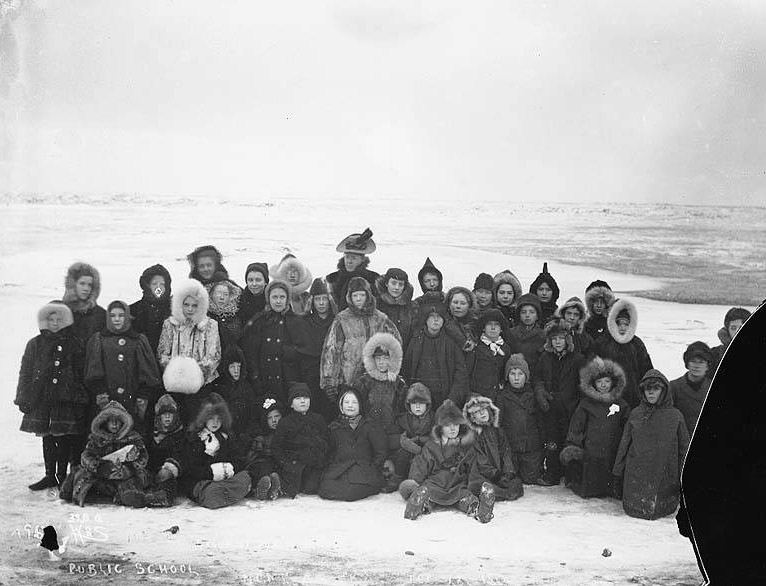
Schüler in Nome, Alaska